# 스톡홀름 바스테라스 공항

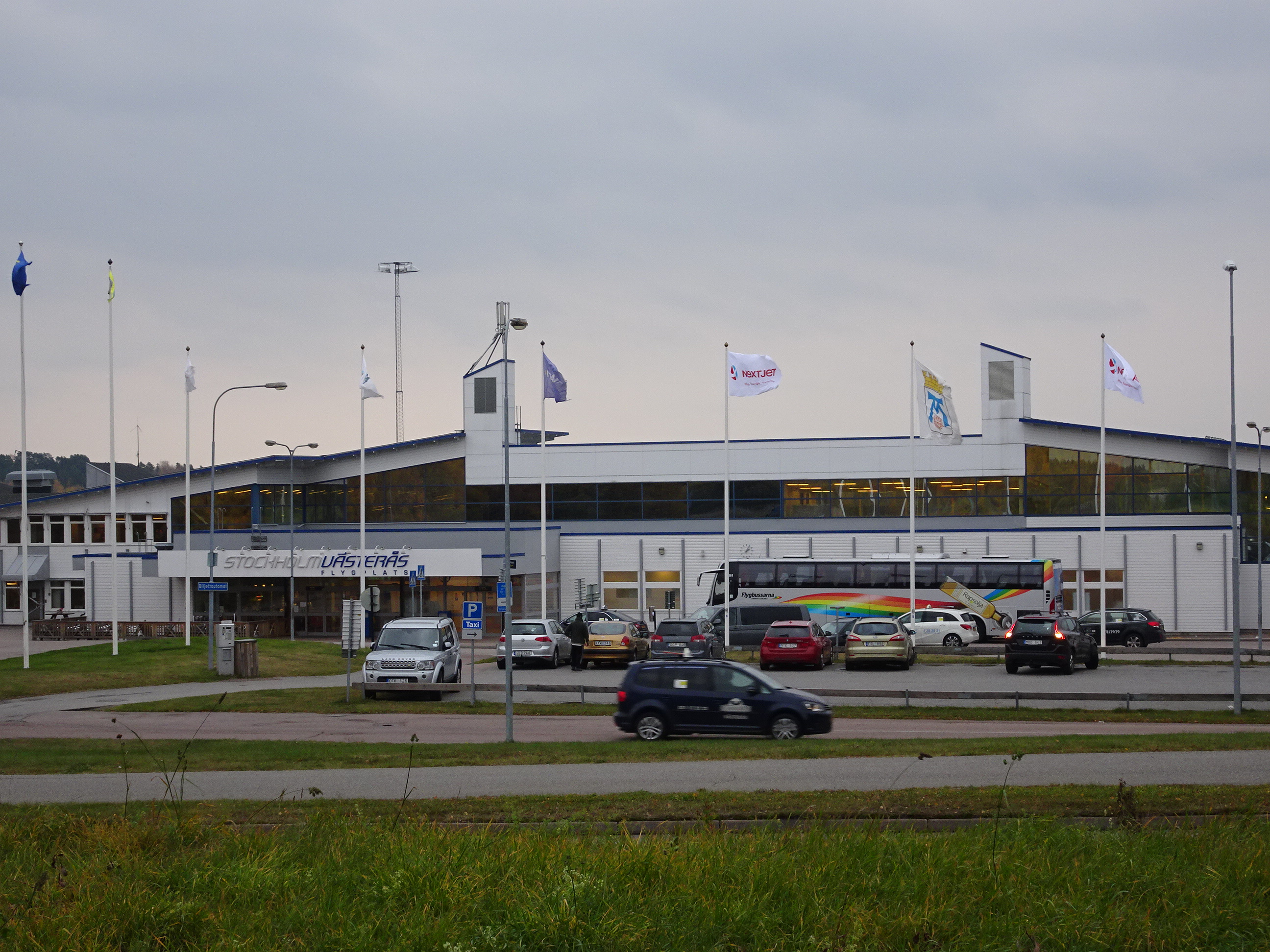

스톡홀름 바스테라스 공항(Stockholm Västerås Airport, IATA: VST, ICAO: ESOW)은 스웨덴 베스테로스시 주변에 위치한 국제공항으로, 스톡홀름시와 스톡홀름주에서 서쪽으로 110킬로미터 지점에 위치해 있다.
1931년 이 지역은 군용 항공기지로 사용되기 시작했다. 베스테로스시가 이 지역을 인수하면서 민강 항공을 위해 사용되기 시작했으며 첫 항로는 코펜하겐으로 가는 스칸디나비아 항공이 맡았다.